# Капбарова, Айгуль Жарылкасыновна
Айгуль Жарылкасыновна Капбарова (каз. Айгүл Жарылқасынқызы Қапбарова; род. 10 августа 1975, село Абай, Келесский район, Чимкентская область, Казахская ССР) — казахстанская журналистка, депутат сената парламента Республики Казахстан от города Шымкента (с 2019 года).

## Биография
Окончила Казахский государственный национальный университет имени аль-Фараби по специальности «Журналистика».
В 1999—2003 годах работала журналистом-редактором в областной телерадиокомпании.
В 2003—2011 годах заведовала отделом политики газеты «Оңтүстік Қазақстан».
В 2011—2012 годах работала директором — главным редактором ГКП «Шымкент Медиа».
С марта 2012 года по июнь 2019 года являлась директором — главным редактором ТОО «Информационный центр Шымкент» (газеты «Шымкент келбеті» и «Панорама Шымкента»).
В июне 2019 года была избрана депутатом сената парламента Казахстана от города Шымкента, член комитета по социально-культурному развитию и науке. Переизбрана в 2020 году.

## Награды
- Медаль «20 лет независимости Республики Казахстан» (2011)
- Медаль «20 лет Конституции Республики Казахстан» (2015)
- Медаль «25 лет независимости Республики Казахстан» (2016)
- Медаль «20 лет Астане» (2017)
- Почётная грамота Республики Казахстан
- Почётный знак Межпарламентской Ассамблеи государств — участников Содружества Независимых Государств «За заслуги в развитии печати и информации» (16 ноября 2023 года, Межпарламентская ассамблея СНГ) — за значительный вклад в формирование и развитие общего информационного пространства государств — участников Содружества Независимых Государств, реализацию идей сотрудничества в сфере печати и информации[5]